# Mehdiabad
Mehdiabad (en azerí:Mehdiabad) es una localidad de Azerbaiyán, en el raión de Absheron.
Se encuentra a una altitud de 67 m sobre el nivel del mar. 

## Demografía
Según estimación 2010 contaba con 7156 habitantes.